# Crosita
Crosita là một chi bọ cánh cứng trong họ Chrysomelidae.
Chi này được Motschulsky miêu tả khoa học năm 1860.

## Các loài
Các loài trong chi này gồm:
- Crosita bogutensis Lopatin, 1996
- Crosita brancuccii Daccordi, 1982
- Crosita salviae Germar, 1824